# Бузиги
Бузиги (др.-греч. Βουζύγαι) — древнегреческий аристократический род, живший в Аттике и контролировавший один из локальных культов. Его основателем считался мифологический герой Бузиг, которому приписывают изобретение ярма. Самый известный представитель рода — Перикл.

## История рода
Бузиги возводили свою генеалогию к мифологическому персонажу Бузигу. Считалось, что он был спутником Триптолема и жил в Элевсине, где ввёл ряд земледельческих обычаев в честь богинь Деметры и Персефоны, изобрёл ярмо, надел его на быка и впервые вспахал землю. В исторические времена Бузига почитали под именем Эпименид, одна из ветвей рода Бузигов контролировала этот культ.
Представители ещё одной ветви перебрались из Элевсина в Афины. Предположительно к ней принадлежал Арифрон, афинский пожизненный архонт в IX веке до н. э., который должен был находиться в родстве с царской династией Кодридов. Резиденция семьи находилась в деме Холарг городской триттии филы Акамантида, совсем рядом с Афинами, и с этой близостью было связано активное участие Бузигов в жизни полиса. Ещё один Арифрон, живший в VI веке до н. э., по-видимому, принадлежал к окружению тирана Писистрата и (по одной из гипотез) был женат на представительнице одного из самых знатных и влиятельных афинских родов — Алкмеонидов. Предположительно, Бузигов изгнали в 514 году до н. э., но после свержения тирании в 510 году они вернулись в Афины.
Сын Арифрона Ксантипп стал в начале V века до н. э. одним из ведущих афинских политиков, из-за чего его даже подвергли остракизму (в 484 году до н. э.). От брака Ксантиппа с Агаристой (дочерью Алкмеонида Гиппократа, правнучкой Писистрата и Клисфена Сикионского) родился Перикл — самый известный представитель рода, фактический руководитель афинского полиса в 444/443—429 годах до н. э.
К Бузигам античные авторы причисляют и Демострата, оратора конца V века до н. э.

## Генеалогия
Арифрон
- Ксантипп
  - Арифрон, по одной из версий, женат на дочери Мегакла
    - дочь
    - Ксантипп, женат на Агаристе, дочери Гиппократа
      - Перикл, женат на дочери Мегакла
        - Ксантипп
        - Парал
        - Перикл Младший (от Аспасии)

      - Арифрон
        - Гиппократ
          - Телесипп
          - Демофонт
          - Перикл

      - дочь